# スティルチェス＝ウィガート多項式
数学においてスティルチェス＝ウィガート多項式（スティルチェス＝ウィガートたこうしき、英: Stieltjes–Wigert polynomials）とは、トーマス・スティルチェスとカール・セヴェリン・ウィガートの名にちなむ、基本階層構造における{\displaystyle q}-超幾何直交多項式のある族のことを言う。その重み函数は、正の実直線 x > 0 上の
{\displaystyle w(x)={\frac {k}{\sqrt {\pi }}}x^{-1/2}\exp(-k^{2}\log ^{2}x)}
で与えられる。
スティルチェス＝ウィガート多項式に対するモーメント問題は不定である。すなわち、同様の直交多項式の族を与える多くの測度が存在する（クレインの条件を参照）。
Koekoek et al. (2010) の 14.27 節では、この多項式の持つ性質の詳細なリストが与えられている。

## 定義
この多項式はq超幾何級数およびqポッホハマー記号を用いて
{\displaystyle \displaystyle S_{n}(x;q)={\frac {1}{(q;q)_{n}}}{}_{1}\phi _{1}(q^{-n},0;q,-q^{n+1}x)}
で与えられる。ここで q = e−1⁄(2k2) である。

## 直交性
この多項式に対するモーメント問題は不定であるため、それらが直交となるような [0,∞] 上の重み函数には異なる多くのものが存在する。そのような重み函数の二つの例として
{\displaystyle {\frac {1}{(-x,-qx^{-1};q)_{\infty }}}}
および
{\displaystyle {\frac {k}{\sqrt {\pi }}}x^{-1/2}\exp(-k^{2}\log ^{2}x)}
が挙げられる。